# デンバー・アンド・リオグランデ・ウェスタン鉄道 K-27型蒸気機関車
D&RGW K-27形は、1903年にボールドウィン機関車製造会社によってデンバー・リオグランデ鉄道向けに製造された軌間3フィート（914mm）の狭軌用蒸気機関車である。車輪配置はミカド型2-8-2。「マッドヘン」の愛称があり、リオグランデ鉄道のK型狭軌用機関車の4形式の中で最小だった。

## 原型機
デンバー・リオグランデ鉄道の125形として15輌が製造され、1924年にデンバー・アンド・リオグランデ・ウェスタン鉄道になった時にK-27形に改称された。K-27は両側にそれぞれ2気筒を備えるヴォークレイン複式機関車として製造され、小径のシリンダーで一度膨張した蒸気は次に大径のシリンダーで膨張する。増えた2気筒分の整備費用は燃料の節約された費用を上回ったので1907年から1909年にかけて単式に改造された。リオ・グランデ鉄道で最後の複式機関車だった。動輪の外側に主台枠があり、釣合い重りと主連棒は台枠の外側にある。
台枠の外側に釣合い重りを備えた外台枠式(アウターフレーム)だった。D&RGの標準軌と狭軌の併用区間は三線軌条で狭軌用の機関車は標準軌用よりも軽量だったので内側の狭軌でのみ使用される軌道は細い低規格のものだったので、外側に釣合い重りがある機関車が走行する時に標準軌の軌道との隙間はわずか16mmと小さかった。整備士達は動輪の踏面の削正作業時には削り過ぎないように慎重さが求められた。
本形式は客貨両用機関車としてコロラド州のロッキー山脈を横断した。また、稼働期間の大半をリオグランデ鉄道の子会社のリオグランデ・サザンに在籍していた。

## 保存機
463号機と464号機の2両が保存されている。
463号機は1955年5月に西部劇俳優で歌手のジーン・オートリーに売却された。オートリーはマッドヘンを使用せず、コロラド州アントニオ市に寄贈した。修復され1994年にクンブレス・アンド・トルテック・シーニック鉄道で運行を開始した。2002年に主連棒が折損したので運用を外れた。2009年にニューメキシコ州カーマの工場に移され、修復された。463号は1975年にアメリカ合衆国国家歴史登録財Engine No. 463（463号機関車）として登録された。
464号機はコロラド州デュランゴで1960年代に保管され、1973年にKnott's Berry 農場へ売却された。状態と釣合い重りの隙間の問題を抱えていた事でそこでは殆ど使用されなかった。ミシガン州フリントのハックルベリー鉄道が1981年に購入して8年かけて修復して運用中である。

## 詳細
K-27は36年間の現役で運用され、多様な改造が施された。3期間に分けられる。外観上の大きな細部の違いは空気タンクの位置や炭水車上の制動手用の小屋の有無である。最も重要なこれらの細部の相違について示す:
| 車両番号 | 製造番号 | 改造後の機器                                                       | 廃車後                                                                                |
| -------- | -------- | ------------------------------------------------------------------ | ------------------------------------------------------------------------------------- |
| 450      | 21677    | スライドバルブシリンダー                                           | 1939年解体                                                                            |
| 451      | 21685    | スライドバルブシリンダー                                           | 1939年に解体                                                                          |
| 452      | 21803    | シリンダーの外側にピストンバルブ、ワルシャート式弁装置、過熱器搭載 | 1954年に解体                                                                          |
| 453      | 21824    | シリンダーの外側にピストン弁、ワルシャート式弁装置、過熱器搭載     | 1954年に解体                                                                          |
| 454      | 21832    | シリンダーの内側にピストンバルブ、ワルシャート式弁装置、過熱器搭載 | 1953年に解体                                                                          |
| 455      | 21845    | シリンダーの外側にピストン弁、ワルシャート式弁装置、過熱器搭載     | 1943年にRGSへ売却、1947年に標準軌の機関車から部品を流用して修復、1953年に解体         |
| 456      | 21854    | シリンダーの内側にピストンバルブ、ワルシャート式弁装置、過熱器搭載 | 1956年に解体                                                                          |
| 457      | 21894    | スライドバルブシリンダー                                           | 1939年に解体                                                                          |
| 458      | 21910    | シリンダーの内側にピストンバルブ、ワルシャート式弁装置、過熱器搭載 | 1950年にメキシコ国鉄へ売却されて標準軌に改造、1963年に解体                            |
| 459      | 21936    | シリンダーの内側にピストンバルブ、ワルシャート式弁装置、過熱器搭載 | 1950年にメキシコ国鉄へ売却されて標準軌に改造、1957年に解体                            |
| 460      | 21728    | スライドバルブシリンダー                                           | 1939年に解体                                                                          |
| 461      | 21729    | シリンダーの内側にピストンバルブ、ワルシャート式弁装置、過熱器搭載 | RGSへ売却、1961年に解体                                                               |
| 462      | 21781    | シリンダーの内側にピストンバルブ、ワルシャート式弁装置、過熱器搭載 | 1950年に解体                                                                          |
| 463      | 21788    | シリンダーの内側にピストンバルブ、ワルシャート式弁装置、過熱器搭載 | 1955年にGene Autryへ売却 アントニオで静態保存 現在はC&TSで運行                        |
| 464      | 21796    | シリンダーの内側にピストンバルブ、ワルシャート式弁装置、過熱器搭載 | デュランゴで静態保存 1973年にKnotts Berry 農場へ売却 現在はハックルベリー鉄道で運転中 |